# سعاد سليم
سُعاد سليم (1918، أنقرة - 2001، بغداد) فَنان ورَسام كاريكاتير عِراقي، اشتهرَ بِتصميم شِعار نبَالة الجُمهورية العِراقية إلى جانِب نَوط الشَجاعة.

## الحياة والوظيفة
ولد سُعاد مُحمد سَليم عبدُ القادِر الخالِدي في أنقرة عام 1918 لأبوين عراقيين مِن مَدينة الموصل. كان والدهُ محمد سليم ضابطا في الجيش، وكان متمركزًا في أنقرة وقت ولادته. عادت الأسرة إلى بغداد في عقد العشرينيات من القرن العشرين، عندما كان الأطفال صغار السن نسبيًا. كان والدهُ فنانًا هاوًا درس فيما بعد الرسم لأبناء الملك غازي. وكانت والدته فنانة وخياطة تخيط تطريزًا ماهرًا، وأصبح إخوته رشاد وجواد ونزار ونزيهة جميعًا فنانين عراقيين بارزين في حد ذاتها. نشأ في منطقة محلة الحيدرخانة ببغداد وتلقى تعليمه في مدرسة المأمونية الابتدائية ومدرسة الشرقية وكلية الحقوق. عمل بعد تخرجه كرسام كاريكاتير في العديد من الصحف والمجلات العراقية، كما عمل مدرس فنون. وفي عقد الأربعينيات ترك التدريس وعمل في وزارة الخارجية. شارك بنشاط في المشهد الفني العراقي، وكان من مؤسسي جَمعية أصدقاء الفن العراقي، وشارك بانتظام في معارضها.
ذكر إن لأسرة آل سليم صلة بالأسرة الملكية في العراق، والأمر كما يلي: عندما جاءت الملكة حزيمة زوجة الملك فيصل الأول إلى العراق عام 1924، شرعت بالتعرف على المجتمع الجديد الذي استقرت بين ظهرانيه، فأخذت تستقبل وبصورة محدودة بعض سيدات المجتمع العراقي ونساء المشايخ وزوجات كبار ضباط الجيش والموظفين. وقام ياسين الهاشمي وصديقه الحاج سليم الذي أصبح فيما بعد المدرس الخاص للأمير غازي بموضوع الرسم. وكان للهاشمي قريب يدعى الاسطة محمود الخياط من محلة الفضل، اشتهر بخياطة الألبسة الرجالية الراقية، كما إن زوجته وبناته اشتهرن بالخياطة، وغدون الخياطات الأثيرات لدى الملكة حزيمة. تزوجت مديحة ابنة الاسطة محمود من أكبر انجال الحاج سليم، سعاد سليم، واستمرت علاقتها مع الأميرات إلى ما بعدَ وفاة حزيمة.

## أعمال
يَعود الفضل إليه في إدخال الألوان في بعض رسومه الكاريكاتورية التي ظَهَرت في الصحف والمجلات العراقية المُبَكرة. ومع ذلك، فقد اشتهر بتصميم الميداليات وشارات الشرف، من أهمها:
- شِعار جِمهورية العِراق

- نَوط الرافِديان

- نَوط الشَجاعة

- اليوبيل الفِضي لتأسيس الجَيش العِراقي

- وِسام أم الشَهيد

## المَراجع
1. 1 2  حميد المطبعي (1998)، موسوعة أعلام العراق في القرن العشرين (ط. 1)، بغداد: دار الشؤون الثقافية العامة، وزارة الثقافة والإعلام، ج. 3، ص. 95 - 96، OCLC:4770176218، QID:Q120197957
2. 1 2 3 4  “Suad Salim [Biographical Notes], Ibrahimi Collection, http://ibrahimicollection.com/node/337 نسخة محفوظة 2021-06-03 على موقع واي باك مشين.
3. ↑  Ministry of Culture (Iraq Ministry of Culture, Culture and Arts in Iraq: Celebrating the Tenth Anniversary of the July 17–30 Revolution, Iraq, Ministry of Culture and Arts, 1978,p. 23; Ali, W., Modern Islamic Art: Development and Continuity, University of Florida Press, 1997, p. 47; Some sources claim that he was born in Baghdad in 1918 (e.g. “Suad Salim [Biographical Notes], Ibrahimi Collection, http://ibrahimicollection.com/node/337, however this seems unlikely since his father was stationed in Ankara until the early 1920s and his younger siblings, جواد سليم and نزيهة سليم were all born in Ankara, Turkey. نسخة محفوظة 2021-06-03 على موقع واي باك مشين.
4. 1 2  Shabout, N. (ed), A Century of Iraqi Art, Bonham's of London, 2015 [Illustrated Catalog to accompany sale, Monday 20 April 2015
5. ↑  Metcher-Atassi, S., "Munif's Interest in Modern Art, Friendship, Symbolic Exchange and the Art of the Book," The MIT Electronic Journal of Middle Eastern Studies, Spring, 2007, pp 99-116
6. ↑  “Suad Salim [Biographical Notes], Ibrahimi Collection, http://ibrahimicollection.com/node/337 نسخة محفوظة 2021-06-03 على موقع واي باك مشين.
7. ↑  Ministry of Culture, Iraq, Culture and Arts in Iraq: Celebrating the Tenth Anniversary of the July 17-30 Revolution, Iraq, Ministry of Culture and Arts, 1978, p. 23